# Rio Ibar

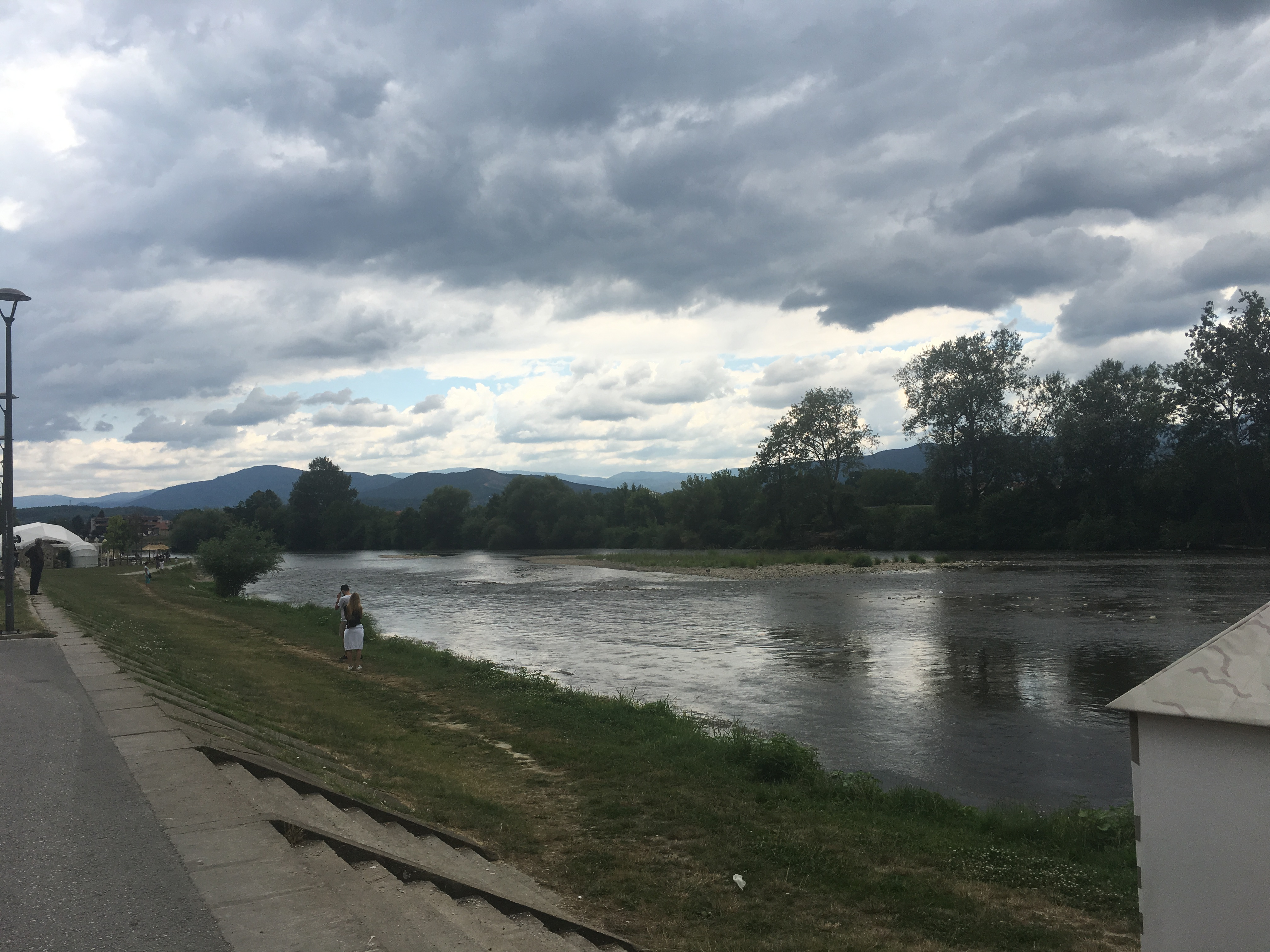
O rio Ibar em Kraljevo

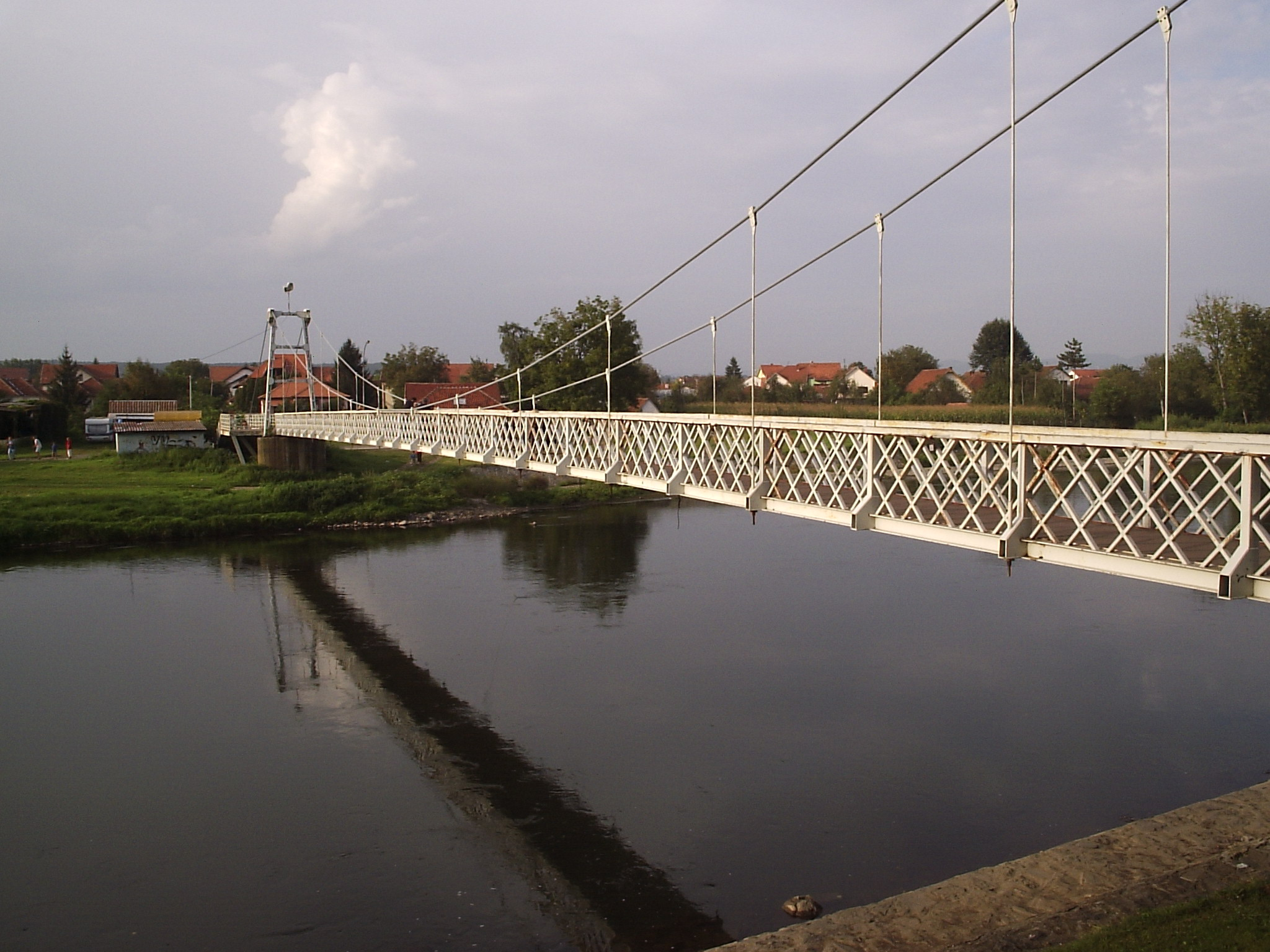
O rio Ibar em Mataruška Banja, na Sérvia.

O rio Ibar (em sérvio:  Ибар; em albanês:  Ibër) é um rio do Montenegro, Sérvia e Kosovo, com comprimento total de 276 km. Nasce no Montenegro oriental e, após passar através do Kosovo, desemboca no rio Zapadna Morava (Morava Ocidental), na Sérvia central, perto de Kraljevo. Define uma curta secção da fronteira Montenegro-Sérvia e outra da fronteira Kosovo-Sérvia.
Pertence à bacia hidrográfica do rio Danúbio, que termina no mar Negro. A sua área de drenagem é de 8059 km², e caudal médio na foz é de 60 m³/s. O rio não é navegável mas permite que se façam desportos como o rafting em partes do percurso.
Nasce de várias fontes na montanha Hajla, no Montenegro oriental. Flui geralmente para nordeste, passando através de pequenas aldeias antes de se introduzir na Sérvia. Neste troço inicial não tem afluentes importantes, e, depois de um percurso que gira para sul, entra no Kosovo.
Continuando para sul, chega à grande depressão do Kosovo, e à cidade de Kosovska Mitrovica. Aí faz nova volta para norte para entrar na Sérvia Central, na aldeia de Donje Jarinje. Mais à frente está represado nos lagos artificiais de Gazivode e Pridvorice, que permitem a rega de 300 km². Após circundar as vertentes ocidentais das montanhas de Kopaonik, recebe o seu maior afluente pela margem direita, o rio Sitnica (90 km), antes de desaguar no Morava Ocidental.